# USS Argonaut (SM-1)
| «Аргонот»                                                                             | «Аргонот» | «Аргонот» |
| ------------------------------------------------------------------------------------- | --- | --- |
| USS Argonaut (SM-1)                                                                   | | |
|                                                                                       | | |
| Американський ПЧ «Аргонот»                                                            | | |
| Верф                                                                                  | Portsmouth Naval Shipyard, Кіттері | Portsmouth Naval Shipyard, Кіттері |
| Під прапором                                                                          | США | США |
| Належність                                                                            | ВМС США | ВМС США |
| Порт приписки                                                                         | Ньюпорт Сан-Дієго Перл-Гарбор Брисбен | Ньюпорт Сан-Дієго Перл-Гарбор Брисбен |
| Закладений                                                                            | 1 травня 1925 | 1 травня 1925 |
| Спуск на воду                                                                         | 10 листопада 1927 | 10 листопада 1927 |
| Введений до складу флоту                                                              | 2 квітня 1928 | 2 квітня 1928 |
| Виведений зі складу флоту                                                             | 26 лютого 1943 | 26 лютого 1943 |
| На службі                                                                             | 1928—1943 | 1928—1943 |
| Загибель                                                                              | 10 січня 1943 року потоплений японськими есмінцями поблизу Рабаула                                                                           | 10 січня 1943 року потоплений японськими есмінцями поблизу Рабаула                                                                           |
| Бойовий досвід                                                                        | Друга світова війна Тихоокеанський ТВД * Рейд на Макін                                                                                       | Друга світова війна Тихоокеанський ТВД * Рейд на Макін                                                                                       |
| Нагороди                                                                              | 2 бойових зірки | 2 бойових зірки |
| Проєкт                                                                                | | |
| Тип ПЧ                                                                                | дизель-електричний торпедний ДПЧ | дизель-електричний торпедний ДПЧ |
| Розробник проєкту                                                                     | Electric Boat | Electric Boat |
| Вартість                                                                              | $ 6 150 000 | $ 6 150 000 |
| Основні характеристики                                                                | | |
| Швидкість (надводна)                                                                  | 15 вузлів (28 км/год) | 15 вузлів (28 км/год) |
| Швидкість (підводна)                                                                  | 8 вузлів (15 км/год) | 8 вузлів (15 км/год) |
| Робоча глибина занурення                                                              | 60 м | 60 м |
| Гранична глибина занурення                                                            | 91 м | 91 м |
| Дальність плавання                                                                    | 8 000 миль (15 000 км) на швидкості 10 вузлів (18,6 км/год) (надводна) або 18 000 миль (33 000 км) на швидкості 10 вузлів з повною заправкою | 8 000 миль (15 000 км) на швидкості 10 вузлів (18,6 км/год) (надводна) або 18 000 миль (33 000 км) на швидкості 10 вузлів з повною заправкою |
| Автономність плавання                                                                 | 10 годин на швидкості 5 вузлів (9,3 км/год)                                                                                                  | 10 годин на швидкості 5 вузлів (9,3 км/год)                                                                                                  |
| Екіпаж                                                                                | 86 офіцерів та матросів | 86 офіцерів та матросів |
| Розміри                                                                               | | |
| Довжина найбільша (по КВЛ)                                                            | 109—116 м | 109—116 м |
| Ширина корпусу найб.                                                                  | 10,3 м | 10,3 м |
| Середня осадка (по КВЛ)                                                               | 4,8 м | 4,8 м |
| Водотоннажність надводна                                                              | 2 750 т | 2 750 т |
| Силова установка                                                                      | | |
| дизель-електрична; 2 × головні дизельних двигуни BuEng 2 × допоміжні дизелі BuEng MAN | | |
| Гвинти                                                                                | 2 | 2 |
| Потужність                                                                            | 2 × 1 400 к.с. (основні дизелі) 2 × 400 к.с. (допоміжні дизелі)                                                                              | 2 × 1 400 к.с. (основні дизелі) 2 × 400 к.с. (допоміжні дизелі)                                                                              |
| Озброєння                                                                             | | |
| Артилерія                                                                             | 2 × 152-мм корабельних гармати Mk. 6"/53 Mark XII Mod 2                                                                                      | 2 × 152-мм корабельних гармати Mk. 6"/53 Mark XII Mod 2                                                                                      |
| Торпедно- мінне озброєння                                                             | 4 × 533-мм торпедних апаратів 16 торпед 2 × 1016-мм мінних загороджувачі (60 мін)                                                            | 4 × 533-мм торпедних апаратів 16 торпед 2 × 1016-мм мінних загороджувачі (60 мін)                                                            |

«Аргонот» (англ. USS Argonaut (SM-1) — американський підводний човен типу «V», четверта серія, що перебував у складі військово-морських сил США у роки Другої світової війни.
«Аргонот» був закладений 1 травня 1925 року на верфі компанії Portsmouth Naval Shipyard у Кіттері, штат Мен. 10 листопада 1927 року він був спущений на воду, а 2 квітня 1928 року увійшов до складу ВМС США.
Підводний човен брав участь у бойових діях на морі в Другій світовій війні; бився у Тихому океані. Загалом здійснив 3 бойових походи. За проявлену мужність та стійкість у боях «Аргонот» удостоєний двох бойових зірок і трьох медалей.

## Особливості контрукції
«Аргонот» був першим і єдиним у США спеціалізованим підводним мінним загороджувачем. V-4 мав 4 533-мм носові торпедні апарати і два кормові апарати для постановки мін. Через два відсіки проходила спеціальна труба, в яку після викиду міни подавалась вода для компенсації втрати ваги. У цій же трубі зберігався додатковий запас із 8 мін, інші зберігалися у трьох відсіках і переміщалися за допомогою гідравлічних черв'ячних валів.

## Історія служби
Після введення в експлуатацію V-4 увійшов до складу 12-ї дивізії підводних човнів, яка базувалася в Ньюпорті, штат Род-Айленд. Вже з початку служби на кораблі виявилися постійні проблеми з рухомою установкою, але заміна двигуна була відкладена через війну, а дизелі MAN були постійним джерелом проблем.
У січні-лютому 1929 року V-4 пройшов серію випробувань біля Провінстауна, штат Массачусетс. Під час пробного занурення протягом цього періоду він занурився на глибину 97 м. Це стало найбільшою глибиною, якої досягла американський підводний човен на той час. 26 лютого 1929 року V-4 перевели до 20-ї дивізії ПЧ. 23 березня човен прибув до Сан-Дієго. Звідти він брав участь у бойових навчаннях і здійснював навчальні походи вздовж Західного узбережжя.
19 лютого 1931 року V-4 був перейменований на «Аргонот», а 1 липня — у SM-1 (підводний човен, мінний загороджувач). 30 червня 1932 року він прибув до Перл-Гарбора, де увійшов до 7-ї дивізії ПЧ. Човен виконував завдання з мінування, патрулювання та іншу рутинну роботу. Згодом «Аргонот» став флагманом 4-ї ескадри підводних човнів. У квітні 1941 року корабель повернувся на західне узбережжя для участі в тактичних навчаннях флоту.
28 листопада 1941 року підводний човен «Аргонот» спільно з «Траут» вийшов з Перл-Гарбора для патрулювання району островів Мідвей. 7 грудня, при черговому сплитті на «Аргоноті» отримали радіограму про атаку Японії на Перл-Гарбор. Незабаром човен був переведений у режим повної бойової готовності і попрямував на пошук джерела ведення артилерійського вогню біля Мідвея, де мав безрезультатну швидкоплинну сутичку з двома японськими есмінцями, що обстрілювали американські об'єкти на атолі.
20 січня 1942 року підводний човен зустрівся з есмінцем «Літчфілд» і в його супроводі повернувся в Перл-Гарбор.
26 серпня 1942 року підводний човен «Аргонот» після капітального ремонту та циклу глибокої модернізації на верфях Mare Island Naval Shipyard у Вальєхо повернувся до Перл-Гарбору. 22 вересня його бортовий номер було змінено з SM-1 на APS-1. Наприкінці року підводний човен був перебазований у Брисбен. У грудні «Аргонот» вирушив у похід під командуванням Джона Пірса для патрулювання небезпечного району між Новою Британією та Бугенвілем, на південь від архіпелагу Бісмарка.
2 січня 1943 року корабель потопив японський канонерський човен «Ібон-мару» в Новогвінейському морі. 10 січня на «Аргоноті» виявили конвой із п'яти суховантажів у супроводі трьох есмінців, «Майкадзе», «Ісокадзе» та «Хамакадзе», який повертався до Рабаула з Лае. Випадково атаку підводного човна на конвой помітили з американського бомбардувальника. Один із членів екіпажу бачив влучення торпеди в есмінець та контратаку японських есмінців. Потім ніс «Аргонота» пішов над водою під незвичайним кутом. Було очевидно, що човен пошкоджений вибухом глибинної бомби. Есмінці продовжували циркулювати навколо «Аргонота» і безперервно обстрілювати човен, який незабаром зник під водою і більше не виходив на зв'язок. На борту «Аргонота» загинуло 102 людей, що стало найбільшою втратою американського підводного флоту за всю війну. 26 лютого підводний човен був виключений з регістру ВМФ.